# Eva Henning
Eva Henning (født Eva Wetlesen den 10. maj 1920 i Newark, død 18. april 2016 i Oslo) var en svensk-norsk skuespillerinde.

## Udvalgt filmografi
- Kärlekens decimaler (1960)
- Gabrielle (1954)
- Glasberget (1953)
- Ildfuglen (1952)
- Pigen og hyacinten (1950)
- Den hvide kat (1950)
- Flickan från tredje raden (1949)
- Banketten (1948)
- Ægtepar på vulkaner (1947)
- Scenens børn (1945)
- Vandring med månen (1945)
- Elvira Madigan (1943)
- Det er min Musik (1942)
- Snaphaner eller Gøngerne (1941)